# 자기주식
자기주식(自己株式)이란 특정 기업이 자신의 주식을 취득하는 것을 뜻하며, 보통 공개 시장에 있는 유통 주식의 양을 조절하기 위한 목적으로 이용된다. 또한 주주로부터 자사주를 취득하는 자사주재매입 또한 효율적인 세무를 위한 자기주식의 한 방법으로 인식되며, 주로 배당금을 기업에 유리한 방향으로 사용하기 위해 이용된다.

## 대한민국의 자기주식
대한민국 상법 상, 1. 주식을 소각하기 위한 때, 2. 회사의 합병 또는 다른 회사의 영업전부의 양수로 인한 때, 3. 회사의 권리를 실행함에 있어 그 목적을 달성하기 위하여 필요한 때, 4. 단주(端株)의 처리를 위하여 필요한 때, 5. 주주가 주식매수청구권을 행사한 때에 한하여 취득할 수 있다.(상법 제341조) 자기주식에는 의결권이 없다.(대한민국 상법 제369조 2항) 이러한 자기주식은 그 주식 자체에는 의결권이 있으나 이를 회사가 소유하고 있는 점에서 의결권이 휴지되는 것이므로, 이러한 주식을 회사 이 외의 자가 소유하는 경우에는 의결권을 갖게 된다.(의결권 없는 주식과 구별되는 점) 이러한 자기주식도 발행주식총수에 산입되지 않으므로(대한민국 상법 제371조 1항), 모든 의안에 대하여 의결권을 행사할 수 없다.

## 같이 보기
- 자사주재매입